# Israëlisch curlingteam (mannen)
Het Israëlisch curlingteam vertegenwoordigt Israël in internationale curlingwedstrijden.

## Geschiedenis
Israël debuteerde in de C-divisie van het EK curling 2014 in het Nederlandse Zoetermeer. De eerste interland ooit werd met 8-4 verloren van België. Desalniettemin werd het een succesvol debuut voor Israël. Het land wist beslag te leggen op de tweede plaats, waardoor het meteen promoveerde naar de B-divisie. Daarin wist het slechts twee van z'n vier wedstrijden te winnen, maar werd het behoud wel verzekerd. Ook in de daarop volgende jaren werd Israëls plek in de B-divisie succesvol verdedigd. In 2019 degradeerde het land dan toch terug naar het laagste niveau, waarna het land zich terugtrok uit het internationale curlingtoneel. In 2024 keerde Israël terug en wist het meteen van de C- naar de B-divisie te promoveren. Daar kon het zich op het nippertje handhaven.

## Israël op het Europees kampioenschap
| Jaar | Plaats        | Skip          | WG            | W             | V             | PV            | PT            |
| ---- | ------------- | ------------- | ------------- | ------------- | ------------- | ------------- | ------------- |
| 1975 | Geen deelname | Geen deelname | Geen deelname | Geen deelname | Geen deelname | Geen deelname | Geen deelname |
| 1976 | Geen deelname | Geen deelname | Geen deelname | Geen deelname | Geen deelname | Geen deelname | Geen deelname |
| 1977 | Geen deelname | Geen deelname | Geen deelname | Geen deelname | Geen deelname | Geen deelname | Geen deelname |
| 1978 | Geen deelname | Geen deelname | Geen deelname | Geen deelname | Geen deelname | Geen deelname | Geen deelname |
| 1979 | Geen deelname | Geen deelname | Geen deelname | Geen deelname | Geen deelname | Geen deelname | Geen deelname |
| 1980 | Geen deelname | Geen deelname | Geen deelname | Geen deelname | Geen deelname | Geen deelname | Geen deelname |
| 1981 | Geen deelname | Geen deelname | Geen deelname | Geen deelname | Geen deelname | Geen deelname | Geen deelname |
| 1982 | Geen deelname | Geen deelname | Geen deelname | Geen deelname | Geen deelname | Geen deelname | Geen deelname |
| 1983 | Geen deelname | Geen deelname | Geen deelname | Geen deelname | Geen deelname | Geen deelname | Geen deelname |
| 1984 | Geen deelname | Geen deelname | Geen deelname | Geen deelname | Geen deelname | Geen deelname | Geen deelname |
| 1985 | Geen deelname | Geen deelname | Geen deelname | Geen deelname | Geen deelname | Geen deelname | Geen deelname |
| 1986 | Geen deelname | Geen deelname | Geen deelname | Geen deelname | Geen deelname | Geen deelname | Geen deelname |
| 1987 | Geen deelname | Geen deelname | Geen deelname | Geen deelname | Geen deelname | Geen deelname | Geen deelname |
| 1988 | Geen deelname | Geen deelname | Geen deelname | Geen deelname | Geen deelname | Geen deelname | Geen deelname |
| 1989 | Geen deelname | Geen deelname | Geen deelname | Geen deelname | Geen deelname | Geen deelname | Geen deelname |
| 1990 | Geen deelname | Geen deelname | Geen deelname | Geen deelname | Geen deelname | Geen deelname | Geen deelname |
| 1991 | Geen deelname | Geen deelname | Geen deelname | Geen deelname | Geen deelname | Geen deelname | Geen deelname |
| 1992 | Geen deelname | Geen deelname | Geen deelname | Geen deelname | Geen deelname | Geen deelname | Geen deelname |
| 1993 | Geen deelname | Geen deelname | Geen deelname | Geen deelname | Geen deelname | Geen deelname | Geen deelname |
| 1994 | Geen deelname | Geen deelname | Geen deelname | Geen deelname | Geen deelname | Geen deelname | Geen deelname |
| 1995 | Geen deelname | Geen deelname | Geen deelname | Geen deelname | Geen deelname | Geen deelname | Geen deelname |
| 1996 | Geen deelname | Geen deelname | Geen deelname | Geen deelname | Geen deelname | Geen deelname | Geen deelname |
| 1997 | Geen deelname | Geen deelname | Geen deelname | Geen deelname | Geen deelname | Geen deelname | Geen deelname |
| 1998 | Geen deelname | Geen deelname | Geen deelname | Geen deelname | Geen deelname | Geen deelname | Geen deelname |
| 1999 | Geen deelname | Geen deelname | Geen deelname | Geen deelname | Geen deelname | Geen deelname | Geen deelname |

| Jaar | Plaats        | Skip          | WG            | W             | V             | PV            | PT            |
| ---- | ------------- | ------------- | ------------- | ------------- | ------------- | ------------- | ------------- |
| 2000 | Geen deelname | Geen deelname | Geen deelname | Geen deelname | Geen deelname | Geen deelname | Geen deelname |
| 2001 | Geen deelname | Geen deelname | Geen deelname | Geen deelname | Geen deelname | Geen deelname | Geen deelname |
| 2002 | Geen deelname | Geen deelname | Geen deelname | Geen deelname | Geen deelname | Geen deelname | Geen deelname |
| 2003 | Geen deelname | Geen deelname | Geen deelname | Geen deelname | Geen deelname | Geen deelname | Geen deelname |
| 2004 | Geen deelname | Geen deelname | Geen deelname | Geen deelname | Geen deelname | Geen deelname | Geen deelname |
| 2005 | Geen deelname | Geen deelname | Geen deelname | Geen deelname | Geen deelname | Geen deelname | Geen deelname |
| 2006 | Geen deelname | Geen deelname | Geen deelname | Geen deelname | Geen deelname | Geen deelname | Geen deelname |
| 2007 | Geen deelname | Geen deelname | Geen deelname | Geen deelname | Geen deelname | Geen deelname | Geen deelname |
| 2008 | Geen deelname | Geen deelname | Geen deelname | Geen deelname | Geen deelname | Geen deelname | Geen deelname |
| 2009 | Geen deelname | Geen deelname | Geen deelname | Geen deelname | Geen deelname | Geen deelname | Geen deelname |
| 2010 | Geen deelname | Geen deelname | Geen deelname | Geen deelname | Geen deelname | Geen deelname | Geen deelname |
| 2011 | Geen deelname | Geen deelname | Geen deelname | Geen deelname | Geen deelname | Geen deelname | Geen deelname |
| 2012 | Geen deelname | Geen deelname | Geen deelname | Geen deelname | Geen deelname | Geen deelname | Geen deelname |
| 2013 | Geen deelname | Geen deelname | Geen deelname | Geen deelname | Geen deelname | Geen deelname | Geen deelname |
| 2014 | 21            | Adam Freilich | 17            | 10            | 7             | 112           | 103           |
| 2015 | 14            | Adam Freilich | 11            | 6             | 5             | 66            | 66            |
| 2016 | 14            | Adam Freilich | 10            | 6             | 4             | 54            | 61            |
| 2017 | 15            | Adam Freilich | 8             | 5             | 3             | 45            | 42            |
| 2018 | 22            | Alex Pokras   | 7             | 3             | 4             | 44            | 48            |
| 2019 | 26            | Alex Pokras   | 8             | 1             | 7             | 41            | 65            |
| 2021 | Geen deelname | Geen deelname | Geen deelname | Geen deelname | Geen deelname | Geen deelname | Geen deelname |
| 2022 | Geen deelname | Geen deelname | Geen deelname | Geen deelname | Geen deelname | Geen deelname | Geen deelname |
| 2023 | Geen deelname | Geen deelname | Geen deelname | Geen deelname | Geen deelname | Geen deelname | Geen deelname |
| 2024 | 24            | Alex Pokras   | 18            | 9             | 9             | 107           | 122           |

Andorra · Australië · België · Bosnië en Herzegovina · Brazilië · Bulgarije · Canada · China · Chinees Taipei · Denemarken · Duitsland · Engeland · Estland · Filipijnen · Finland · Frankrijk · Georgië · Griekenland · Groot-Brittannië · Guyana · Hongarije · Hongkong · Ierland · IJsland · India · Israël · Italië · Jamaica · Japan · Kazachstan · Kenia · Kirgizië · Kroatië · Letland · Liechtenstein · Litouwen · Luxemburg · Mexico · Nederland · Nieuw-Zeeland · Nigeria · Noorwegen · Oekraïne · Oostenrijk · Polen · Portugal · Puerto Rico · Qatar · Roemenië · Rusland · Saoedi-Arabië · Schotland · Servië · Slovenië · Slowakije · Spanje · Thailand · Tsjechië · Tsjecho-Slowakije · Turkije · Verenigde Staten · Wales · Wit-Rusland · Zuid-Korea · Zweden · Zwitserland